# 1396 Оутеніква
1396 Оутеніква (1396 Outeniqua) — астероїд головного поясу, відкритий 9 серпня 1936 року.
Тіссеранів параметр щодо Юпітера — 3,607.
Назва астероїда походить від назви гірського масиву англ. Outeniqua у Капській провінції ПАР.